# 长吻基齿鲨
长吻基齿鲨（学名：Hypoprion macloti）为真鲨科基齿鲨属的鱼类。分布于印度、印度尼西亚、澳洲东北部以及南海和东海和沿岸等，常生活于暖水性近海。该物种的模式产地在新几内亚。